# Izdaja
Izdaja je oblik prijevare. Izdati nekoga znači iznevjeriti nečije povjerenje, nečija očekivanja i lojalnost ili povrijediti interese grupe kojoj subjekt pripada. Najčešće uzrokuje jake osude i nije omiljena ni među onima kojima ide u korist. Kroz povijest izdaja je smatrana jednim od najgorih činova koje osoba može učiniti za grupu kojoj pripada (državu, narod, pleme, vojsku itd.) i uglavnom se oštro kažnjavala.

## Objašnjenje
Pojam izdaja ima negativnu konotaciju. Osoba koja je počinio izdaju naziva se izdajnikom.
Izdaja može biti 
- odavanje povjerljivih informacija ili tajne drugim osobama ili općenito,
- ostavljanje osobe ili skupine na cjedilu.

## Politička izdaja
Iako se danas ubojstvo smatra najgorim zločinom, u prošlosti se veleizdaja ili politička izdaja (države, naroda itd.) smatrala gorom. U engleskom zakonu srednjeg vijeka izdaja se kažnjavala vješanjem, davljenjem i, na kraju, siječenjem na četiri dijela za muškarce, osnosno spaljivanjem na lomači za žene (zakon koji je bio na snazi sve do 1814.).

## Primjeri iz književnost
U Shakespearevoj predstavi Kralj Lear saznaje, da ga je kćer javno osramotila (što se također smatralo izdajom) i kaže da je to gore od ubojstva.
U Danteovoj „Božanstvenoj komediji“ najniži krugovi pakla su određeni za izdajnike. 
U kršćanstvu, Juda Iškariotski, apostol koji je izdao Isusa Krista bio je izložen najgorim mukama i njegovo ime se često koristi za izdajnike.

## Poznati izdajnici iz povijesti
- Marko Junije Brut, jedan od atentatora rimskog cara Julija Cezara
- Juda Iškariotski, apostol koji je izdao Isusa Krista

## Vanjske poveznice
- http://www.dnevno.hr/vijesti/hrvatska/kronologija_jedne_izdaje__2536_dana_zatocenistva_generala_gotovine/1177293.html  Arhivirana inačica izvorne stranice od 19. studenoga 2012. (Wayback Machine)